# Böhmische Eishockeymeisterschaft
Die Böhmische Eishockey-Meisterschaft wurde mindestens zwischen 1908 und 1915 ausgespielt. Zuvor wurden Meisterschaften mit dem Ball ausgetragen. Mehrfacher Titelträger war der SK Slavia Prag.

## Geschichte
Diese böhmische Eishockey-Meisterschaft wurde im Gebiet des damaligen Königreichs Böhmen mit der Hauptstadt Prag ausgetragen. Zunächst wurde in Böhmen mit dem Ball gespielt (das heutige Bandy), ehe sich ab 1907/08 das kanadische Eishockey mit der Scheibe durchsetzte.

## Siegerliste
Bandy
- 1901 – SK Slavia Prag
- 1907 – AC Sparta Prag

Eishockey
- 1908 – SK Slavia Prag
- 1909 – SK Slavia Prag
- 1911 – SK Slavia Prag
- 1912 – Česká sportovní společnost
- 1915 – AC Sparta Prag

## 1908
Die erste böhmische Eishockeymeisterschaft mit der Scheibe wurde am 26. Januar 1908 in Mladá Boleslav (Jungbunzlau) ausgespielt. Teilnehmer waren der  AC Sparta Prag, SK Mladá Boleslav, SK Ruch Prag sowie der SK Slavia Prag. Veranstalter der Meisterschaft waren der die Vereine SK Mladá Boleslav und der BK Mladá Boleslav.
- AC Sparta Prag – SK Mladá Boleslav 6:4
- SK Slavia Prag – SK Ruch 9:0

Finale
- SK Slavia Prag – AC Sparta Prag

Das Finalspiel der böhmischen Meisterschaft zwischen Slavia und Sparta wurde nicht ausgetragen, da sich die Mannschaften nicht auf den Schiedsrichter einigen konnten. Da Sparta sich weigerte, anzutreten, wurde letztlich der SK Slavia Prag zum böhmischen Meister erklärt.
Statt des Finalspiels wurde ein Freundschaftsspiel zwischen dem SK Mladá Boleslav und Slavia Prag ausgetragen.
- SK Mladá Boleslav – SK Slavia Prag 7:5

## 1909
Die böhmische Meisterschaft des Jahres 1909 wurde am 27. und 28. Februar 1909 in Prag ausgetragen. Ursprünglich hatten für die Meisterschaft folgende Mannschaften gemeldet: der SK Slavia Prag mit drei Mannschaften, Jungbunzlau, Pilsen, SK Smichow, SK Novomestský und Vinohradsky. Letztlich nahmen zwei Mannschaften vom SK Slavia Prag, Ceský spolek pro zimní sporty, der Akademický SK, der AFK Union Žižkov und der AC Sparta Prag teil.
Der SK Slavia Prag I gewann die Meisterschaft durch einen 4:0-Finalsieg über den AC Sparta Prag.

### Vorrunde
27. Februar
- SK Slavia Prag II – Ceský spolek pro zimní sporty 3:0
- Akademický SK –  SK Smichov (walkover[4] oder 3:0)
- SK Slavia Prag I – AFK Union Žižkov 4:0 (2:0, 2:0)

28. Februar
- AC Sparta Prag – SK Novomestský 5:0

### Halbfinale
- AC Sparta Prag – Akademický SK 4:1
- SK Slavia Prag I – SK Slavia Prag II 4:1 (2:0, 2:1)

### Finale
| 28. Februar 1909 | SK Slavia Prag I Jaroslav Jarkovský (2) Jaroslav Jirkovský František Buriánek | 4:0 (1:0, 3:0) | AC Sparta Prag | Prag |

### Meistermannschaft
| SK Slavia Prag | Josef Loos Rudolf Krummer – Jan Fleischmann Otakar Vindyš Jaroslav Jirkovský – Jaroslav Jarkovský – František Buriánek |

## 1910
Für das Spieljahr 1909/1910 waren sowohl eine Meisterschaft der böhmischen Kronländer, als auch eine böhmische Meisterschaft geplant. Aufgrund unzureichender Temperaturen konnte während der gesamten Saison in Prag nur ein einziges Freundschaftsspiel zwischen Slavia Prag und Česká sportovní společnost ausgetragen werden. Alle anderen Wettbewerbe wurden abgesagt.

## 1911
Die böhmische Meisterschaft des Jahres 1911 wurde am 1. und 2. Februar 1911 in Prag ausgetragen. Der SK Slavia Prag I gewann die Meisterschaft durch einen 3:0-Finalsieg über die Česká sportovní společnost.

### Erste Runde
- Studentský Hockeyový Cercle Karlin – SK Smíchov 5:2 (3:1, 2:1)[7]
- Bruslarský závodní klub – Ceský spolek pro zimní sporty I 6:0 (3:0, 3:0)

### Viertelfinale
- SK Slavia Prag I – Hockeyový krouzek Akademikú Prag VII 8:0 (5:0, 3:0)
- Česká sportovní společnost I – Ceský spolek pro zimní sporty II forfeit
- Česká sportovní společnostII – Bruslarský závodní klub 2:1 (2:0, 0:1)
- Studentský Hockeyový Cercle Karlin – SK Slavia Prag II 1:0 (0:0, 1:0)

### Halbfinale
- SK Slavia Prag I – Česká sportovní společnost II 8:1 (6:0, 2:1)
- Česká sportovní společnostI – Studentský Hockeyový Cercle Karlin 2:0 (1:0, 1:0)

### Finale
- SK Slavia Prag I – Ceská sportovní spolecnost I 3:0 (1:0, 2:0)
Tore: Jaroslav Jirkovský (2); Jaroslav Jarkovský (1)[8]

### Mannschaften
| SK Slavia Prag             | Jan Hamáček Rudolf Krummer – Jan Fleischmann Otakar Vindyš Jaroslav Jirkovský – Jaroslav Jarkovský – František Buriánek |
| Česká sportovní společnost | Karel Wälzer Josef Rublič – Kracík Jan Palouš Fanda – Karel Hartmann – Capera                                           |

## 1912
Die böhmische Meisterschaft wurde mit der Scheibe ausgespielt. Die Spiele fanden am 14. Januar 1912 auf dem Platz der Česká sportovní společnost (Wendelinka) in Prag statt.

### Vorrunde
- Ceský spolek pro zimní sporty – SK Slavia Prag I 1:1

Die Mannschaft von Slavia Prag erschien 35 Minuten zu spät und wurde daher wegen Missachtung der Regeln disqualifiziert.
- Ceská sportovní spolecnost – Bruslarský závodní klub 8:0 (3:0, 5:0)
- SK Smichov – Novoměstský SK 5:0 (2:0, 3:0)
- DEHG Prag – Ceský spolek pro zimní sporty II 5:0 (3:0, 2:0)

### Halbfinale
- Ceská sportovní spolecnost – Ceský spolek pro zimní sporty 5:0 (3:0, 2:0)
- DEHG Prag – SK Smichov 4:0 (0:0, 4:0)

### Finale
| 14. Januar 1912 | Ceská sportovní spolecnost Josef Rublič (11.) Karel Hartmann (15.) | 2:0 (2:0, 0:0) | DEHG Prag | Wendelinka, Prag |

### Mannschaften
| Česká sportovní společnost | Kostelecký Kracík – Fanda Dinda Viktor – Karel Hartmann – Josef Rublič                                |
| DEHG Prag                  | Hugo Nowak Hans Teller – Franz Pipes Fritz Felix Pipes Jiří Nekola – Franz Krumbholz – Oskar Schreuer |

## 1915
Das Finale fand am 2. Februar 1915 statt. Es siegte der AC Sparta Prag mit 1:0 gegen Česká sportovní společnost.
- Česká sportovní společnost – SK Slavia Prag 3:2 (1:1, 2:1)
- AC Sparta Prag – SK Slavia Prag 3:0 (0:0, 3:0)
- AC Sparta Prag – Ceská sportovní spolecnost 1:0 (0:0, 1:0)